# Richard Julin (kurator)
För andra betydelser, se Richard Julin.
Richard Olof Anders Julin, född 31 januari 1967, är en svensk  kurator.
Richard Julin utbildade sig på Central Saint Martins College of Art and Design i London 1988–1989 och i industriell formgivning och projektledning på Ècole nationale supérieure de création industrielle i Paris 1989–1994.
Han var kurator på Magasin 3 1999–2016, varav under åren 2010–2016 chefsintendent och biträdande museichef. Han kuraterade ett 40-tal utställningar där. Sedan oktober 2016 är han konstnärlig ledare för konsthallen Accelerator på Stockholms universitet.